# Димитър Герасимов
Димитър Димитров Герасимов е български актьор и певец.

## Биография
Роден е на 18 юни 1947 година в град Разлог, България. Завършва специалност „актьорско майсторство за драматичен театър“ в ВИТИЗ „Кръстьо Сарафов“, в класа на професор Филип Филипов през 1970 година.
След дипломирането си работи в Драматичния театър „Н. Й. Вапцаров“ в Благоевград. През 1973 година актьорът Стойчо Мазгалов го кани в Нов драматичен театър „Сълза и смях“, София.
От 2000 година е артист–солист в Държавния музикален театър „Стефан Македонски“ в София. Герасимов е известен рецитатор на стихове от Христо Ботев, Иван Вазов и Пейо Яворов.
Герасимов умира на 27 юли 2023 година в град София.

## Личен живот
Женен е за Вася Герасимова. Заедно имат една дъщеря - Мила Герасимова.

## Награди
- Награда „Златен век“ – печат на цар Симеон Велики (2017)
- Плакет, връчен от кмета на община Разлог – по случай 70-годишния юбилей на актьора и за заслуги към развитието на културата в града (2017)
- Орден „Св. св. Кирил и Методий“ – за особено значимите му заслуги за развитието на културата и изкуството (2008)
- Първа награда на национален преглед на Ботевата поезия, Враца
- Първа награда за поезия на Пеньо Пенев, Димитровград
- Първа награда за Яворова поезия, Поморие

## Кариера на озвучаващ актьор
Герасимов се занимава с озвучаване на филми и сериали от началото на 80-те години до първата половина на 21 век. Озвучавал е филми и сериали за БНТ, Мулти Видео Център, Брайт Айдиас, Евроком, Нова телевизия, Тандем Видео, Доли Медия Студио и Александра Аудио.
Сред ролите му във войсоувър и нахсинхронните дублажи на игрални и анимационни филми и сериали са:
- Джозая Гордън „Док“ Скърлок в „Млади стрелци“ (1988) - дублаж на Мулти Видео Център, 1995 г.
- Роджър „Уайт Бред“ Доналдсън (Дейвид Хаселхоф) в „Уайт Бред, Блу и Бийн“ (1989) - Мулти Видео Център, 1993 г.
- Джак Нейпиър / Жокера (Джак Никълсън) в „Батман“ (1989) - дублаж на Брайт Айдиас, 1992 г.
- „Просто Мария“ (1989-1990) - излъчван по Нова телевизия, 1996 г.
- Съдия Ленард Уайт (Морган Фрийман) и Шърман Маккой (Том Ханкс) в „Кладата на суетата“ (1990) - дублаж на Брайт Айдиас, 1992 г.
- Шир Хан (Тони Джей) в „Капитан Балу“ (1990-1991) - излъчван по БНТ, 1994 г.
- Джоузеф Корнелиъс „Джо“ Халънбек в „Последният бойскаут“ (1991) - дублаж на БНТ около 2000 г.
- Бил Дансър в „Къдравата Сю“ (1991) - дублаж на БНТ.
- Леон Монтана (Жан Рено) в „Леон“ (1994) - дублаж на Проксима Ентъртеймънт.
- Уилям Уолъс (Мел Гибсън) в „Смело сърце“ (1995) - дублаж на БНТ, 2001 г.
- Лейтенант Хармън Раб (Дейвид Джеймс Елиът) в „Военна прокуратура“ (1995-2000) - първи дублаж на студио Доли, излъчван по Евроком, 1999 г.
- „Синбад: Отвъд булото на мъглите“ (2000) - дублаж на Айпи Видео, 2000 г.
- Стил в „Балто“ (1995) - дублаж на Александра Аудио, 2001 г.
- Агент Ърнест Пакстън в „Скалата“ (1996) - дублаж на БНТ, 2003 г.
- Пратоецът в „Мулан“ (1998) - дублаж на Александра Аудио, 2000 г.
- Керчак в „Тарзан“ (1999) и „Тарзан 2“ (2005) - дублажи на Александра Аудио, 2000 и 2006 г.
- Магическото огледало (в един епизод) и други в „Клуб Маус“ (2001–2004) - дублаж на Александра Аудио, 2003–2005 г.
- Кобра Бабълс в „Лило и Стич“ (2002) - дублаж на Александра Аудио, 2003 г.

## Театрални роли
ТВ театър
- „Черната стрела“ (1974) (Йордан Добрев)
- „Сто години самота“ (1976) (Габриел Гарсия Маркес)
- „Музика от Шатровец“ (1977) (Константин Илиев)
- „Легенда за майката“ (1985) (Кръстю Дренски)

## Филмография
- Петимата от РМС - (в 1 серия: I)
- Апостолите (1976), 2 серии – Найден Дринов
- Записки по българските въстания (1976-1980), 2 серии – Найден Дринов (в 5 серии: VII, VIII, IX, XI, XII)
- Над Сантяго вали („Il pleut sur Santiago“) (1976, Франция / България) – певецът Виктор Хара
- Златно сърце (1985), 3 серии – Али
- Забравете този случай (1985) - шофьорът на автобуса
- Новото пристанище (1987)
- Дали́ („Dalí“) (1990, Испания / България) – Луис Бунюел
- Вампири, таласъми (1992) – (не е посочен в надписите на филма)